# Нас узнает весь мир (Part 1)
«Нас узна́ет весь мир (Part 1)» — третий студийный альбом российской певицы Мари Краймбрери, выпущенный 19 марта 2021 года на лейбле Velvet Music. Его спродюсировала сама певица совместно с композитором Alex Davia. Релизу предшествовали синглы «Пряталась в ванной», «Океан», «Самолёт», «Холостяк», «If You Love Me» и «Ты меня не забудешь».
Пластинка состоит из 9 композиций, варьирующихся от лирических песен до танцевальных треков. Эксклюзивная версия альбома для «Яндекс Музыки» содержит дополнительные интро к каждой из песен.

## Предыстория и выпуск
Работа над музыкальным альбомом началась ещё в 2019 году. Первым выпущенным синглом стала песня «Пряталась в ванной», вышедшая 31 января 2020 года. Далее были выпущены хиты «Океан», «Самолёт», «Холостяк», «If You Love Me» и «Ты меня не забудешь». Каждый трек выходил с периодичностью в неделю (кроме «Пряталась в ванной» и «Океан») до выхода полного официального релиза альбома.

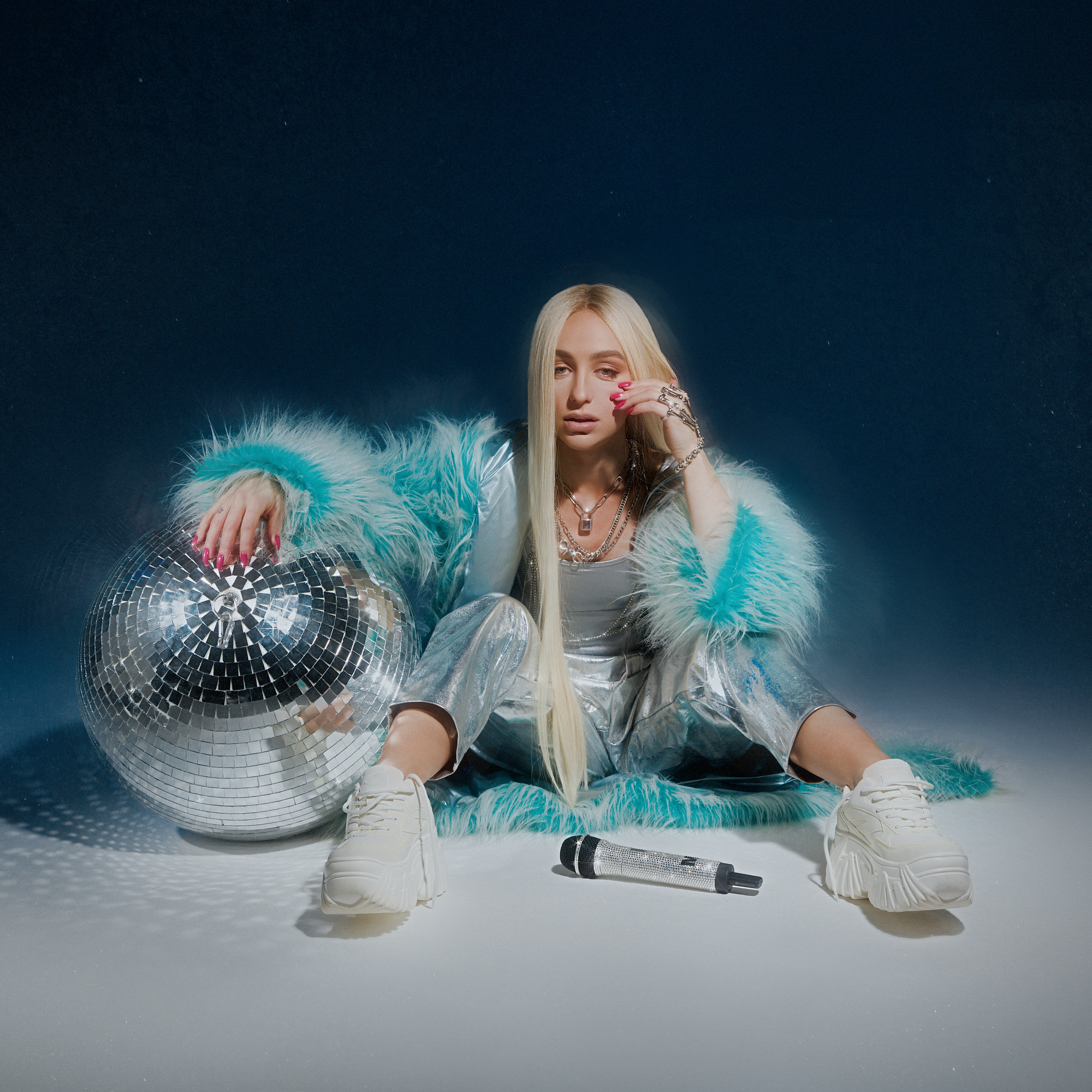
Фотосессия к обложке альбома

Релиз состоялся 19 марта 2021 года. Продюсерами альбома стали сама певица — Мари Краймбрери и композитор Alex Davia. Ими же и были написаны музыка и слова ко всем композициям.
Состоялась премьера альбома, который я люблю так сильно, что со слезами на глазах печатаю этот текст и волнуюсь так, будто рассказываю о себе на свидании человеку, которого уже очень сильно люблю. Сегодня тот самый момент, когда эти песни перестают быть только моими. Теперь они наши с вами.Мари Краймбрери о релизе «Нас узнает весь мир, Pt. 1»
Альбом состоит из 9 композиций, включая в себя как лирические песни, так и танцевальные треки. По словам Мари, третья пластинка стала для неё очень личной и особенной.
В апреле 2021 года в честь выхода студийного альбома певица представила коллекцию одежды совместно с брендом DNK Russia под названием «Нас узнает весь мир» и отправилась в мини-тур в формате концерт-презентации, который прошёл в Москве и Санкт-Петербурге.

## Критика
Комментируя содержание альбома, Алексей Мажаев, рецензент интернет-издания InterMedia, отметил, что ждал хитов уровня «На тату», а получил фоновые песни, где всё на месте, но не хватает ни эмоций, ни запоминающихся рефренов. Были выделены композиции «Океан», «If You Love Me» и «Нас узнает весь мир» как самые лучшие с альбома. Также он отметил, что стихотворные комментарии, которые были добавлены в эксклюзивное издание для сервиса «Яндекс.Музыка», вовсе не отвлекают от песен, а вполне гармонично сочетаются с ними в своей неброскости, но отметил, что в «альбоме с комментариями» хотелось бы узнать какие-то подробности работы над песнями, а вместо этого приходится слушать наивную поэзию.

## Список композиций
| №                   | Название                            | Текст песни                 | Музыка                      | Длительность |
| ------------------- | ----------------------------------- | --------------------------- | --------------------------- | ------------ |
| 1.                  | «Ты меня не забудешь»               | Alex Davia, Мари Краймбрери | Мари Краймбрери, Alex Davia | 2:49         |
| 2.                  | «Иди танцуй»                        | Мари Краймбрери             | Мари Краймбрери             | 2:51         |
| 3.                  | «Океан»                             | Мари Краймбрери             | Мари Краймбрери             | 3:28         |
| 4.                  | «Холостяк»                          | Мари Краймбрери             | Мари Краймбрери             | 3:17         |
| 5.                  | «Самолёт»                           | Мари Краймбрери             | Мари Краймбрери             | 3:08         |
| 6.                  | «Пряталась в ванной»                | Мари Краймбрери             | Мари Краймбрери             | 3:10         |
| 7.                  | «Воля не моя»                       | Мари Краймбрери             | Мари Краймбрери             | 3:03         |
| 8.                  | «If You Love Me» (feat. Alex Davia) | Мари Краймбрери, Alex Davia | Мари Краймбрери, Alex Davia | 2:48         |
| 9.                  | «Нас узнает весь мир»               | Мари Краймбрери             | Мари Краймбрери             | 3:08         |
| Общая длительность: | Общая длительность:                 | Общая длительность:         | Общая длительность:         | 27:42        |

| №                   | Название                            | Текст песни                 | Музыка                      | Длительность |
| ------------------- | ----------------------------------- | --------------------------- | --------------------------- | ------------ |
| 1.                  | «Ты меня не забудешь (Intro)»       | Мари Краймбрери             |                             | 0:30         |
| 2.                  | «Ты меня не забудешь»               | Alex Davia, Мари Краймбрери | Alex Davia, Мари Краймбрери | 2:49         |
| 3.                  | «Иди танцуй (Intro)»                | Мари Краймбрери             |                             | 0:28         |
| 4.                  | «Иди танцуй»                        | Мари Краймбрери             | Мари Краймбрери             | 2:51         |
| 5.                  | «Океан (Intro)»                     | Мари Краймбрери             |                             | 0:29         |
| 6.                  | «Океан»                             | Мари Краймбрери             | Мари Краймбрери             | 3:28         |
| 7.                  | «Холостяк (Intro)»                  | Мари Краймбрери             |                             | 0:17         |
| 8.                  | «Холостяк»                          | Мари Краймбрери             | Мари Краймбрери             | 3:17         |
| 9.                  | «Самолёт (Intro)»                   | Мари Краймбрери             |                             | 0:18         |
| 10.                 | «Самолёт»                           | Мари Краймбрери             | Мари Краймбрери             | 3:08         |
| 11.                 | «Пряталась в ванной (Intro)»        | Мари Краймбрери             |                             | 0:17         |
| 12.                 | «Пряталась в ванной»                | Мари Краймбрери             | Мари Краймбрери             | 3:10         |
| 13.                 | «Воля не моя (Intro)»               | Мари Краймбрери             |                             | 0:28         |
| 14.                 | «Воля не моя»                       | Мари Краймбрери             | Мари Краймбрери             | 3:03         |
| 15.                 | «If You Love Me (Intro)»            | Мари Краймбрери             |                             | 0:17         |
| 16.                 | «If You Love Me» (feat. Alex Davia) | Мари Краймбрери, Alex Davia | Мари Краймбрери, Alex Davia | 2:48         |
| 17.                 | «Нас узнает весь мир (Intro)»       | Мари Краймбрери             |                             | 0:29         |
| 18.                 | «Нас узнает весь мир»               | Мари Краймбрери             | Мари Краймбрери             | 3:08         |
| Общая длительность: | Общая длительность:                 | Общая длительность:         | Общая длительность:         | 31:14        |

## Синглы

### «Пряталась в ванной»
В качестве ведущего сингла с альбома 31 января 2020 года на лейбле Velvet Music был выпущен «Пряталась в ванной». Сингл был спродюсирован и написан самой певицей. В нём Краймбрери рассуждает о неудавшемся романе и ищет ответы в рефлексии наедине с собой.
Влияние среды и общества превращают наш внутренний мир в полыхающий, заброшенный дом.Цитата из музыкального видеоклипа «Пряталась в ванной»
С песней Мари выиграла статуэтку «Золотой граммофон» в декабре 2020. Во время выступления разгорелся скандал со Светланой Лободой: «Лобода отказалась выступать на юбилейном концерте премии „Золотой граммофон“ из-за ванны, которая была задействована в номере в качестве реквизита у Мари Краймбрери, ведь в номере Светланы также присутствовал данный реквизит».

### Другие синглы
Всего до выхода альбома, помимо «Пряталась в ванной», было выпущено ещё пять синглов: «Океан», «Самолёт», «Холостяк», «If You Love Me» и «Ты меня не забудешь». Треки выходили с периодичностью в неделю (кроме «Пряталась в ванной» и «Океан») до выхода пластинки. Это способствовало продвижению альбому и увеличило шанс попадания его в чарты. Так две песни («Пряталась в ванной» и «Океан») долгое время держали высшие позиции в чартах. Сингл «Океан» прозвучал в радиоэфире более 1 000 000 раз. Помимо чартов синглам также присуждались победы в известных премиях: «Песня года», «Золотой граммофон» и другие.

## Музыкальные видео
Всего было снято 5 видеоклипов на различные песни из альбомов.
Первым был выпущен 31 марта 2020 года клип на композицию «Пряталась в ванной». В музыкальном видео через образы горящего дома, клетки, стеклянного куба и человека без лица показаны переживания певицы и посыл, который она вложила в текст песни.
Также были отсняты материалы на синглы «Океан», вышедший 8 сентября 2020, дэнс-видео (танцевальное видео) на «Иди танцуй», опубликованное в день выхода альбома, но самым обсуждаемым клипом стал «Самолёт», выпущенный 30 марта 2021 года. Клип был снят с участием Константина Хабенского в роде интервью на тему отцов.
8 июля 2021 года в честь Дня семьи, любви и верности был выпущен клип на песню «Воля не моя» с двумя частями. В первое части — интервью с семьями на тему «Что такое любовь?», во второй — сам клип.

## Чарты
| Чарт                 | Высшая позиция |
| -------------------- | -------------- |
| Россия (Apple Music) | 3              |

## Награды и номинации
| Год  | Премия              | Работа                        | Результат | Ист.   |
| ---- | ------------------- | ----------------------------- | --------- | ------ |
| 2020 | «Золотой граммофон» | «Пряталась в ванной»          | Победа    | [ 15 ] |
| 2020 | «Песня года»        | «Океан»                       | Победа    |        |
| 2021 | ЖАРА Music Awards   | Лучшее женское видео: «Океан» | Номинация | [ 30 ] |
| 2021 | «Золотой граммофон» | «Океан»                       | Победа    | [ 31 ] |

## История релиза
| Регион | Дата          | Формат                     | Лейбл        |
| ------ | ------------- | -------------------------- | ------------ |
| Мир    | 19 марта 2021 | Цифровые загрузки стриминг | Velvet Music |